# Блэйкли, Эрнест
Эрнест Блэйкли (англ. Ernest Blaikley; 12 апреля 1885 — 20 сентября 1965) — английский художник-график и музейный работник.

## Биография
Окончил Школу искусств Слейда в составе Университетского колледжа Лондона, ученик Фрэнка Эмануэля. Начал публиковаться в середине 1900-х гг. как художник-иллюстратор в лондонской периодике (в частности, дебютировав в 1906 г. в самом популярном британском литературном журнале для подростков The Boy’s Own Paper).
В годы Первой мировой войны поступил в добровольческое подразделение для творческой интеллигенции Artists Rifles. В 1916—1917 гг. был направлен, в чине сержанта, на театр военных действий во Франции как военный художник. Оставил множество зарисовок фронтовой жизни.
По окончании войны в 1919—1950 гг. работал в Имперском военном музее заведующим отделом картин, в 1950—1951 гг. заместитель директора. Подготовил печатный каталог живописи, графики и скульптуры в собрании музея (1924), лёгший и в основу расширенного издания (англ. A Concise Catalogue Of Paintings, Drawings And Sculpture Of The First World War 1914—1918; 1963).
Кавалер ордена Британской империи (1936), член Королевского общества искусств и Музейной ассоциации.

## Галерея

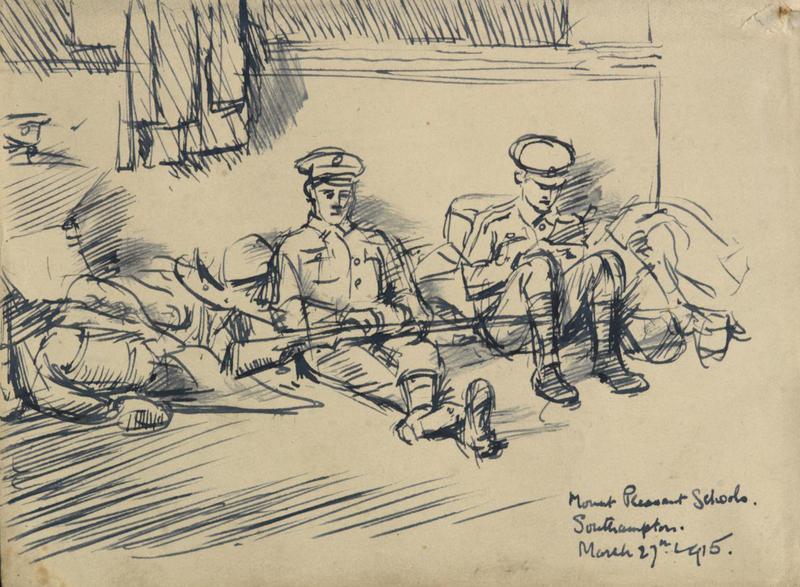
Перед отправкой за море в Саутгемптоне (1915)
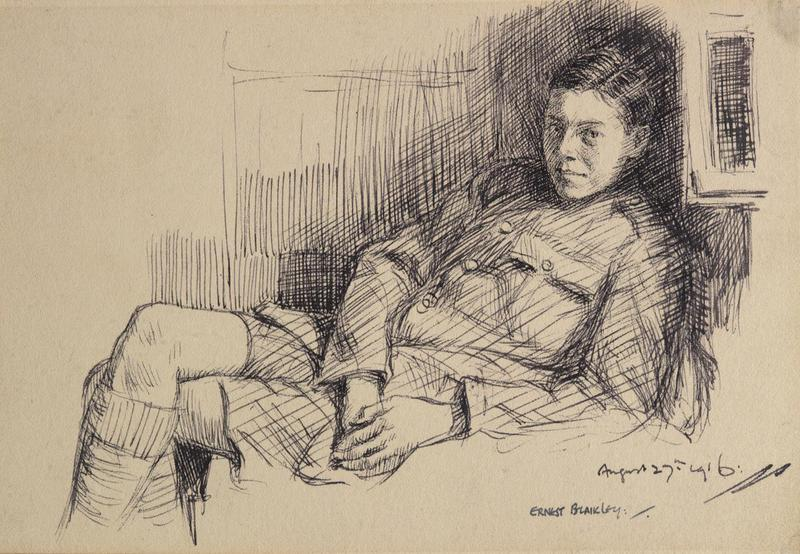
Молодой человек в униформе (1916)
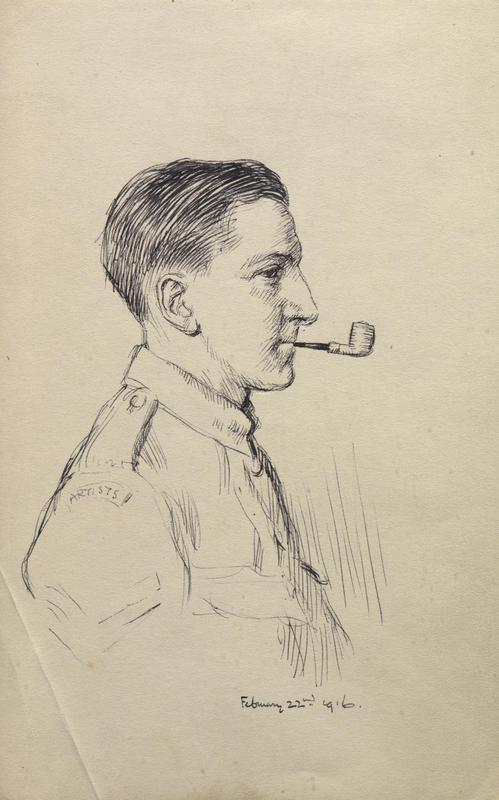
Капрал Марриот в Сент-Омере (1916)
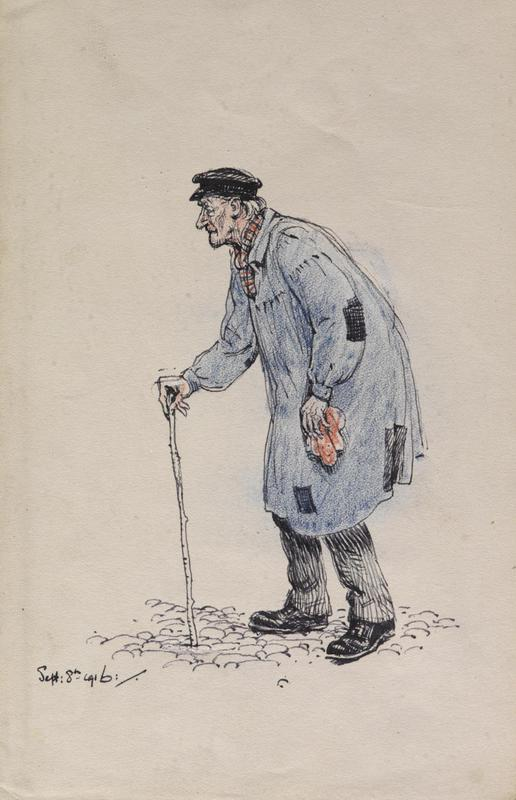
Старик в Северной Франции (1916)
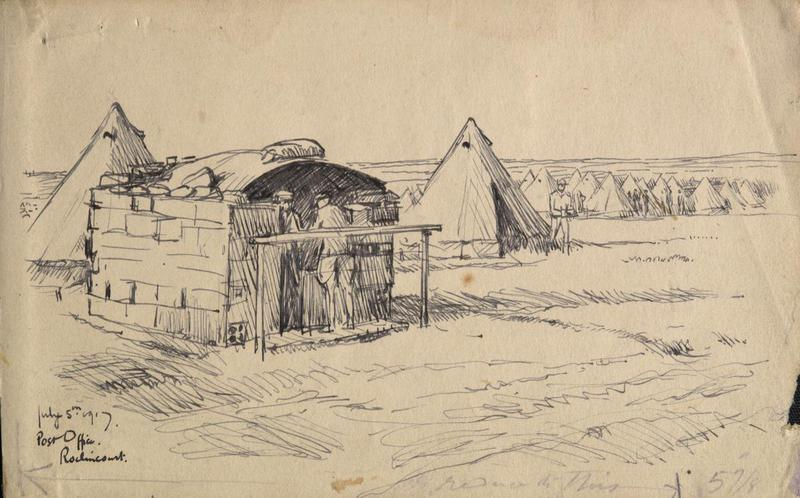
Почта в лагере под Рокленкуром (1917)